# Alexander Shakarov
Alexander Shakarov (Bacu, 8 de março de 1948) é um jogador e treinador de xadrez soviético de ascendência armênia. Shakarov treinou Garry Kasparov.